# Glutei

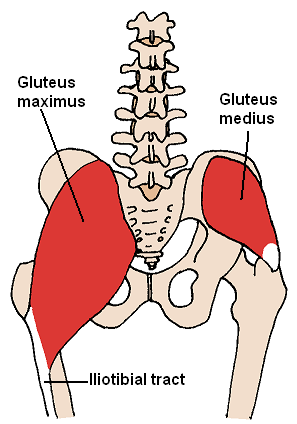
Posizione dei muscoli grande e medio gluteo

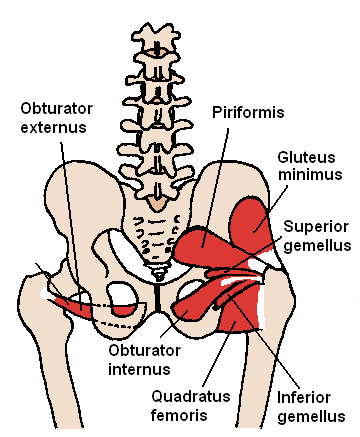
Posizione del muscolo piccolo gluteo

I glutei sono un gruppo di tre muscoli che si trovano in posizione posterolaterale rispetto alla pelvi ossea e all'estremità prossimale del femore. I suoi muscoli hanno il compito di abdurre, estendere e ruotare lateralmente il femore rispetto all'osso dell'anca.
Comunica in direzione anteromediale con la cavità pelvica e il perineo, attraverso il grande e il piccolo forame ischiatico.
Inferiormente si continua con la regione posteriore della coscia.

## Anatomia
I glutei sono formati da tre muscoli: il grande gluteo, il medio gluteo e il piccolo gluteo. Tutti e tre originano dall'osso sacro, dal coccige e dalla cresta iliaca per andarsi a inserire nel femore, più precisamente a livello del grande trocantere.
Hanno una funzione di stabilizzazione della colonna per il mantenimento della posizione eretta e la deambulazione e sono responsabili del movimento di estensione della coscia rispetto al bacino e della sua rotazione verso l'esterno.
Sono innervati dal nervo gluteo superiore, con l'eccezione del grande gluteo che è innervato dal nervo gluteo inferiore.